# لاف سينها
لاف سينها هو ممثل هندي لعب الدور الرئيسي في الفيلم الهندي ساديان (2010). كما أنه حدق في فيلم Paltan التابع لـ JP Dutta (2018). هو ابن شاتروجان سينها وبونام سينها . لديه شقيقان أصغر منه - الأخ التوأم كوش سينها وأخت الممثلة سوناكشي سينها.

## روابط خارجية
- لاف سينها على موقع IMDb (الإنجليزية)